# Häufigkeitspolygon
Unter einem Häufigkeitspolygon versteht man in der Statistik die grafische Darstellung von Häufigkeitsverteilungen in einem Diagramm. Das Wort Polygon hat seinen Ursprung in der Geometrie und bedeutet Vieleck. Zur Konstruktion eines Häufigkeitspolygons werden die ermittelten Häufigkeiten in einem Koordinatensystem als Punkte abgetragen und diese miteinander durch Linien verbunden.